# Bildad Peak
Bildad Peak är en bergstopp i Antarktis. Den ligger i Västantarktis. Argentina, Chile och Storbritannien gör anspråk på området. Toppen på Bildad Peak är 875 meter över havet, eller 334 meter över den omgivande terrängen. Bredden vid basen är 4,5 km.
Terrängen runt Bildad Peak är huvudsakligen kuperad. Trakten är obefolkad. Det finns inga samhällen i närheten.